# Bahnstrecke Bremervörde–Osterholz-Scharmbeck
| Dampfbespannter Sonderzug auf der Rampe der Hammebrücke bei Worpswede (2006) |                               |                                                |                                                |
| Streckennummer (DB): | 9132                          |                                                |                                                |
| Kursbuchstrecke (DB): | 12125 193b (1934) 217g (1946) |                                                |                                                |
| Streckenlänge: | 47,5 km                       |                                                |                                                |
| Spurweite: | 1435 mm (Normalspur)          |                                                |                                                |
| Streckenklasse: | C2                            |                                                |                                                |
| Maximale Neigung: | 9,45 ‰                        |                                                |                                                |
| Minimaler Radius: | 190 m                         |                                                |                                                |
| Streckengeschwindigkeit: | 60 km/h                       |                                                |                                                |
| Zugbeeinflussung: | PZB                           |                                                |                                                |
| |                               |                                                |                                                |
| \| \| \| von Buchholz \| \| \| \| \| von Bremervörde Hafen \| \| \| \| 0,00 \| Bremervörde / Bremervörde Süd \| Bremervörde / Bremervörde Süd \| \| \| \| \| \| \| \| 0,80 \| Bremervörde BO/W20 (Bft) \| Bremervörde BO/W20 (Bft) \| \| \| \| nach Bremerhaven-Wulsdorf \| \| \| \| \| Anschluss Gewerbegebiet Bremervörde Süd \| \| \| \| 5,80 \| Oerel Süd (Hp+Anst) \| Oerel Süd (Hp+Anst) \| \| \| 7,80 \| Barchel (ehem. Bf) \| Barchel (ehem. Bf) \| \| \| 10,14 \| Basdahl \| Basdahl \| \| \| 10,80 \| Basdahl \| Basdahl \| \| \| 14,80 \| Brillit (ehem. Bf) \| Brillit (ehem. Bf) \| \| \| 17,32 \| Gnarrenburg Nord \| Gnarrenburg Nord \| \| \| 18,70 \| Gnarrenburg \| Gnarrenburg \| \| \| \| zum Torf- und Humuswerk Gnarrenburg \| \| \| \| \| Oste-Hamme-Kanal \| \| \| \| 20,50 \| Karlshöfen (Bz Bremen) \| Karlshöfen (Bz Bremen) \| \| \| 24,90 \| Nordsode (seit 1922) \| Nordsode (seit 1922) \| \| \| 26,90 \| Ostersode \| Ostersode \| \| \| \| Rummeldeisbeek \| \| \| \| 28,80 \| Heudorf-Hüttendorf \| Heudorf-Hüttendorf \| \| \| 31,70 \| Hüttenbusch \| Hüttenbusch \| \| \| 33,60 \| Neu St. Jürgen \| Neu St. Jürgen \| \| \| 36,40 \| Weyerdeelen-Umbeck \| Weyerdeelen-Umbeck \| \| \| 38,50 \| Worpswede \| Worpswede \| \| \| 40,50 \| Weyermoor \| Weyermoor \| \| \| \| Hamme \| \| \| \| 43,30 \| Neu Kamerun (ab 1932) \| Neu Kamerun (ab 1932) \| \| \| 45,70 \| Ahrensfelde (Bz Bremen) \| Ahrensfelde (Bz Bremen) \| \| \| \| ehem. zum Industriegebiet Osterholz-Scharmbeck \| \| \| \| 47,50 \| Osterholz-Scharmbeck Ost \| Osterholz-Scharmbeck Ost \| \| \| \| \| \| \| \| \| EVB / DB InfraGO \| \| \| \| \| von Bremerhaven \| \| \| \| 47,80 \| Osterholz-Scharmbeck Ost \| Osterholz-Scharmbeck Ost \| \| \| \| Osterholz-Scharmbeck \| \| \| \| \| nach Bremen \| \| \| \| \| \| \| \| Quellen: [1][2][3] \| \| \| \| |                               |                                                |                                                |
| Strecke |                               | von Buchholz                                   | von Buchholz                                   |
| Abzweig geradeaus und ehemals von rechts |                               | von Bremervörde Hafen                          | von Bremervörde Hafen                          |
| Bahnhof · Betriebs-/Güterbahnhof Streckenanfang | 0,00                          | Bremervörde / Bremervörde Süd                  | Bremervörde / Bremervörde Süd                  |
| Verschwenkung nach links · Verschwenkung nach rechts |                               |                                                |                                                |
| Blockstelle | 0,80                          | Bremervörde BO/W20 (Bft)                       | Bremervörde BO/W20 (Bft)                       |
| Abzweig geradeaus und nach rechts |                               | nach Bremerhaven-Wulsdorf                      | nach Bremerhaven-Wulsdorf                      |
| Abzweig geradeaus und nach rechts |                               | Anschluss Gewerbegebiet Bremervörde Süd        | Anschluss Gewerbegebiet Bremervörde Süd        |
| Haltepunkt / Haltestelle | 5,80                          | Oerel Süd (Hp+Anst)                            | Oerel Süd (Hp+Anst)                            |
| Haltepunkt / Haltestelle | 7,80                          | Barchel (ehem. Bf)                             | Barchel (ehem. Bf)                             |
| Haltepunkt / Haltestelle | 10,14                         | Basdahl                                        | Basdahl                                        |
| ehemaliger Bahnhof | 10,80                         | Basdahl                                        | Basdahl                                        |
| Haltepunkt / Haltestelle | 14,80                         | Brillit (ehem. Bf)                             | Brillit (ehem. Bf)                             |
| Haltepunkt / Haltestelle | 17,32                         | Gnarrenburg Nord                               | Gnarrenburg Nord                               |
| Bahnhof | 18,70                         | Gnarrenburg                                    | Gnarrenburg                                    |
| Abzweig geradeaus und ehemals nach links |                               | zum Torf- und Humuswerk Gnarrenburg            | zum Torf- und Humuswerk Gnarrenburg            |
| Brücke über Wasserlauf |                               | Oste-Hamme-Kanal                               | Oste-Hamme-Kanal                               |
| ehemaliger Haltepunkt / Haltestelle | 20,50                         | Karlshöfen (Bz Bremen)                         | Karlshöfen (Bz Bremen)                         |
| Haltepunkt / Haltestelle | 24,90                         | Nordsode (seit 1922)                           | Nordsode (seit 1922)                           |
| Haltepunkt / Haltestelle | 26,90                         | Ostersode                                      | Ostersode                                      |
| Brücke über Wasserlauf |                               | Rummeldeisbeek                                 | Rummeldeisbeek                                 |
| Haltepunkt / Haltestelle | 28,80                         | Heudorf-Hüttendorf                             | Heudorf-Hüttendorf                             |
| Bahnhof | 31,70                         | Hüttenbusch                                    | Hüttenbusch                                    |
| Bahnhof | 33,60                         | Neu St. Jürgen                                 | Neu St. Jürgen                                 |
| Bahnhof | 36,40                         | Weyerdeelen-Umbeck                             | Weyerdeelen-Umbeck                             |
| Bahnhof | 38,50                         | Worpswede                                      | Worpswede                                      |
| Haltepunkt / Haltestelle | 40,50                         | Weyermoor                                      | Weyermoor                                      |
| Brücke über Wasserlauf |                               | Hamme                                          | Hamme                                          |
| ehemaliger Haltepunkt / Haltestelle | 43,30                         | Neu Kamerun (ab 1932)                          | Neu Kamerun (ab 1932)                          |
| Bahnhof | 45,70                         | Ahrensfelde (Bz Bremen)                        | Ahrensfelde (Bz Bremen)                        |
| Abzweig geradeaus und ehemals nach rechts |                               | ehem. zum Industriegebiet Osterholz-Scharmbeck | ehem. zum Industriegebiet Osterholz-Scharmbeck |
| Dienststation / Betriebs- oder Güterbahnhof | 47,50                         | Osterholz-Scharmbeck Ost                       | Osterholz-Scharmbeck Ost                       |
| Verschwenkung von links · Verschwenkung von rechts (Strecke außer Betrieb) |                               |                                                |                                                |
| Kilometer-Wechsel · Strecke (außer Betrieb) |                               | EVB / DB InfraGO                               | EVB / DB InfraGO                               |
| Abzweig geradeaus und von rechts · Strecke (außer Betrieb) |                               | von Bremerhaven                                | von Bremerhaven                                |
| Strecke · Kopfbahnhof Streckenende (Strecke außer Betrieb) | 47,80                         | Osterholz-Scharmbeck Ost                       | Osterholz-Scharmbeck Ost                       |
| Bahnhof |                               | Osterholz-Scharmbeck                           | Osterholz-Scharmbeck                           |
| Strecke |                               | nach Bremen                                    | nach Bremen                                    |
| |                               |                                                |                                                |
| Quellen: |                               |                                                |                                                |

Die Bahnstrecke Bremervörde–Osterholz-Scharmbeck ist eine Bahnstrecke im Elbe-Weser-Dreieck im nördlichen Niedersachsen zwischen den Städten Bremervörde und Osterholz-Scharmbeck über Gnarrenburg und Worpswede.
1978 wurde der reguläre Personenverkehr zwischen Bremervörde und Osterholz-Scharmbeck eingestellt. Heute verkehren von Mai bis Anfang Oktober unter dem Namen Moorexpress an Wochenenden und Feiertagen Touristik-Züge zwischen Bremen und Stade nach festem Fahrplan; im Winterhalbjahr finden Sonderfahrten statt.

## Geschichte

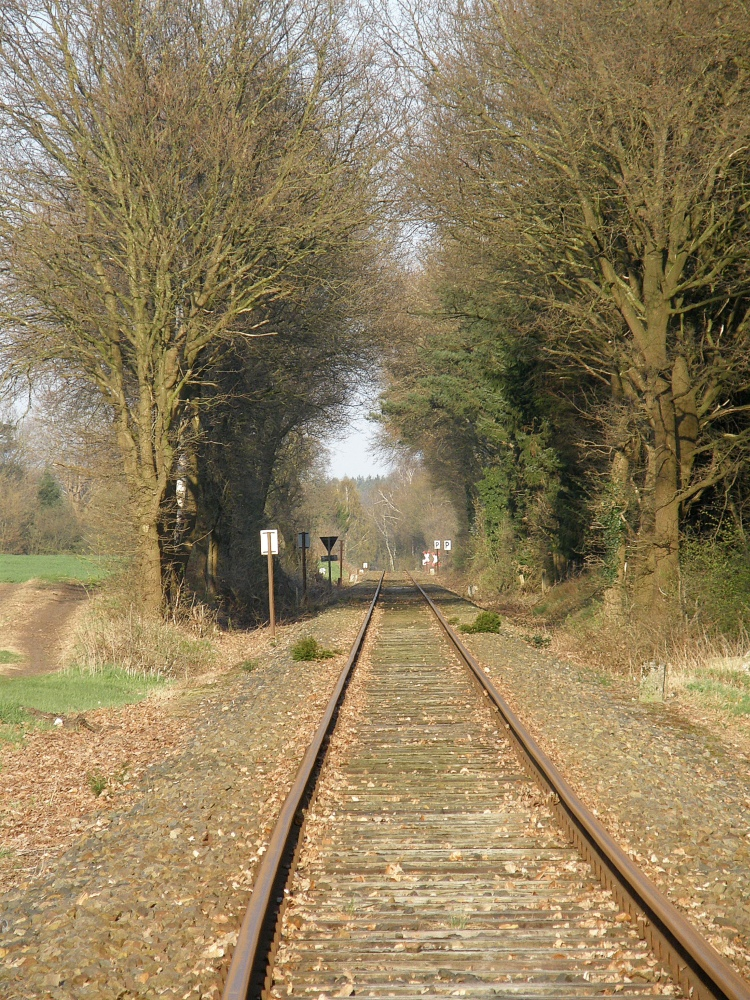
Gleis bei Barchel

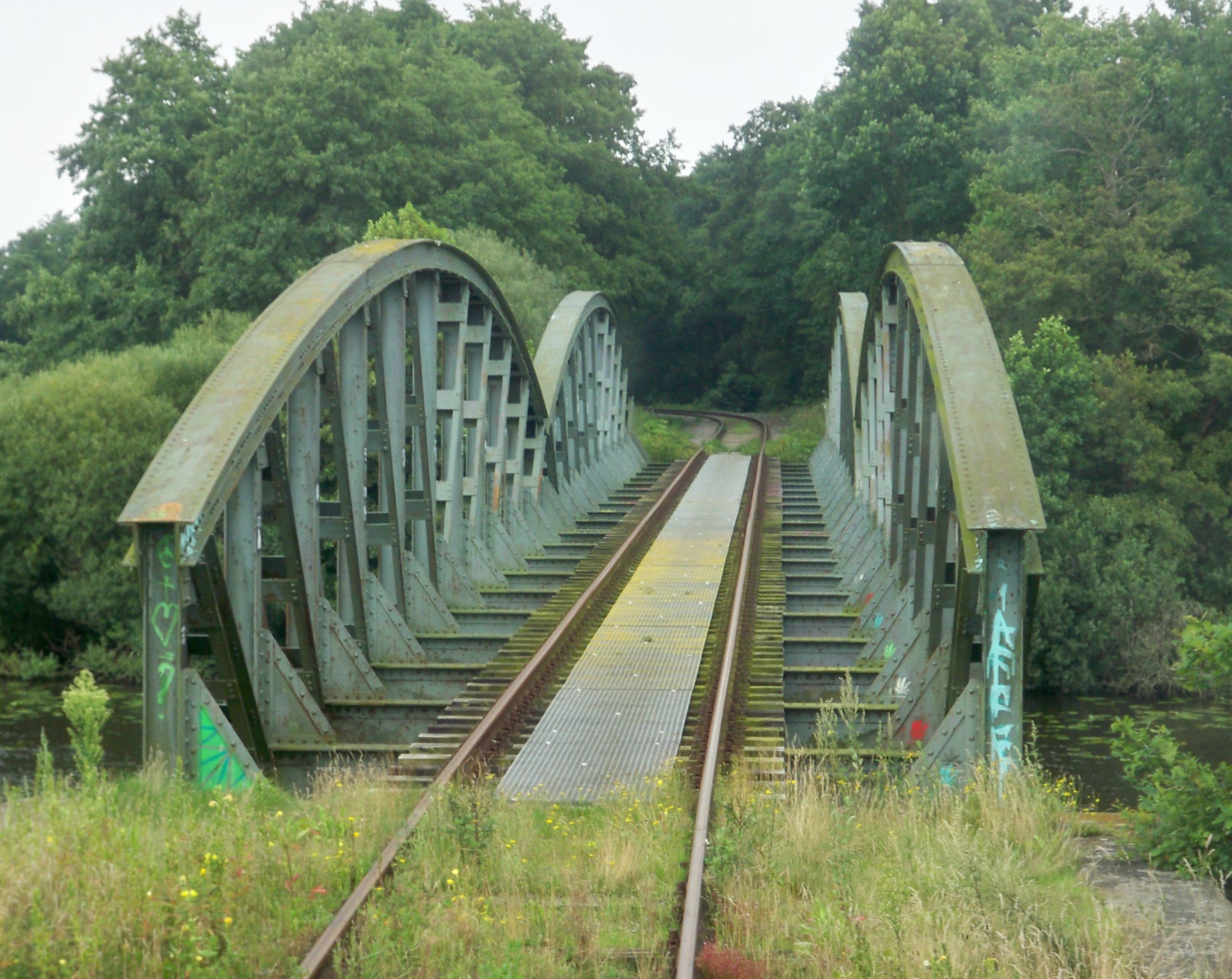
Brücke über die Hamme

Am 15. Oktober 1907 wurde die Kleinbahn Bremervörde-Osterholz (KBO) gegründet, um das noch zu weiten Teilen unbefestigte Teufelsmoor an den Eisenbahnverkehr anzuschließen. Die Bahnstrecke wurde in zwei Teilen eröffnet: am 23. Juni 1909 die Strecke von Bremervörde nach Gnarrenburg und am 9. Februar 1911 von Gnarrenburg nach Osterholz-Scharmbeck. Die Betriebsführung wurde selbst übernommen.
1942 wurde die Firmenbezeichnung in Bremervörde-Osterholzer Eisenbahn (BOE) geändert.
1981 entstanden durch Fusion der Bremervörde-Osterholzer Eisenbahn mit der Wilstedt-Zeven-Tostedter Eisenbahn die Eisenbahnen und Verkehrsbetriebe Elbe-Weser GmbH (evb).

## Verkehr und Fahrzeugeinsatz

### Verkehr bis 1978
Zu Beginn verkehrten fünf tägliche Zugpaare zwischen Osterholz-Scharmbeck und Bremervörde und es gab es vier zweiachsige Dampflokomotiven, neun Personenwagen, zwei Post-/Gepäckwagen und 15 Güterwagen.
Der Güterverkehr bestand zum großen Teil (bis zu zwei Drittel des Verkehrsaufkommens) aus der Torfabfuhr. Daneben wurden Ziegeleien und Glasfabriken bedient sowie landwirtschaftliche Erzeugnisse befördert.
Ab 5. Oktober 1952 betrieb die Bremervörde-Osterholzer Eisenbahn gemeinsam mit der Deutschen Bundesbahn einen Städteschnellverkehr zwischen Stade, Bremervörde, Osterholz-Scharmbeck und Bremen, der am 28. Mai 1971 eingestellt wurde, da die Bundesbahn den Vertrag kündigte. Am 18. März 1978 wurde der verbliebene Personenverkehr eingestellt und auf Busse verlagert.
Beförderungsleistungen
- 1914: 190.533 Personen
- 1928: 207.121 Personen
- 1935: 115.600 Personen
- 1938: 215.263 Personen
- 1960: 605.415 Personen
- 1965: 514.200 Personen
- 1970: 491.900 Personen

### Verkehr seit 1978
Der spärliche Güterverkehr jedoch hat bis heute ebenso überlebt wie ein Sommerfahrplan und Sonderfahrten-Verkehr mit historischen Fahrzeugen der Bremervörde-Osterholzer Eisenbahn und der DB, der von den Eisenbahnen und Verkehrsbetrieben Elbe-Weser betrieben wird.
Am 1. Mai 2000 wurde der Personenverkehr im Rahmen eines täglichen Fahrplanes zur EXPO 2000 wiederaufgenommen. Danach erfolgte der Wochenendbetrieb nach Fahrplan von Mai bis Oktober. Seit Mai 2006 fährt der Moorexpress von Stade über Bremervörde und Osterholz-Scharmbeck bis nach Bremen. Seinen Namen erhielt er, weil die Strecke durch das Teufelsmoor führt.
Seit 2000 findet von Mai bis Oktober an allen Samstagen, Sonntagen und Feiertagen ein regelmäßiger Verkehr von vier Zugpaaren mit historischen Dieseltriebwagen statt. Seit der Saison 2006 fährt der Moorexpress bis Bremen Hauptbahnhof. Eigentlich sind es fünf Zugfahrten je Richtung: Morgens früh fahren Züge von Bremervörde nach Bremen und nach Stade, dann fahren drei Zugpaare von einem Endbahnhof zum anderen, abends fährt je ein Zug von jedem Endbahnhof nach Bremervörde. Die Fahrtdauer zwischen Bremervörde und Stade beträgt 50 Minuten, zwischen Bremervörde und Bremen rund zwei Stunden.

Logo Moorexpress
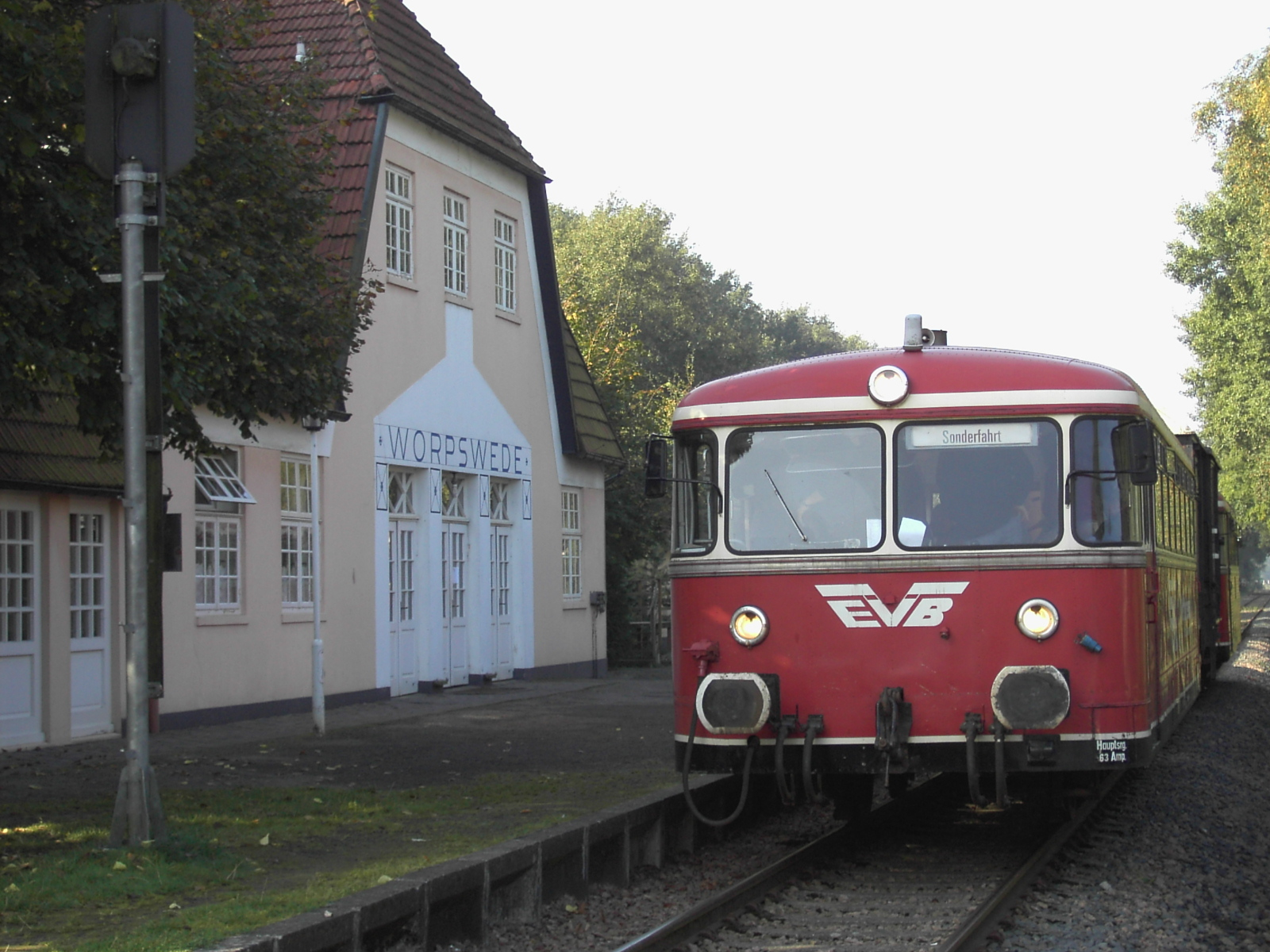
Moorexpress im Bahnhof Worpswede
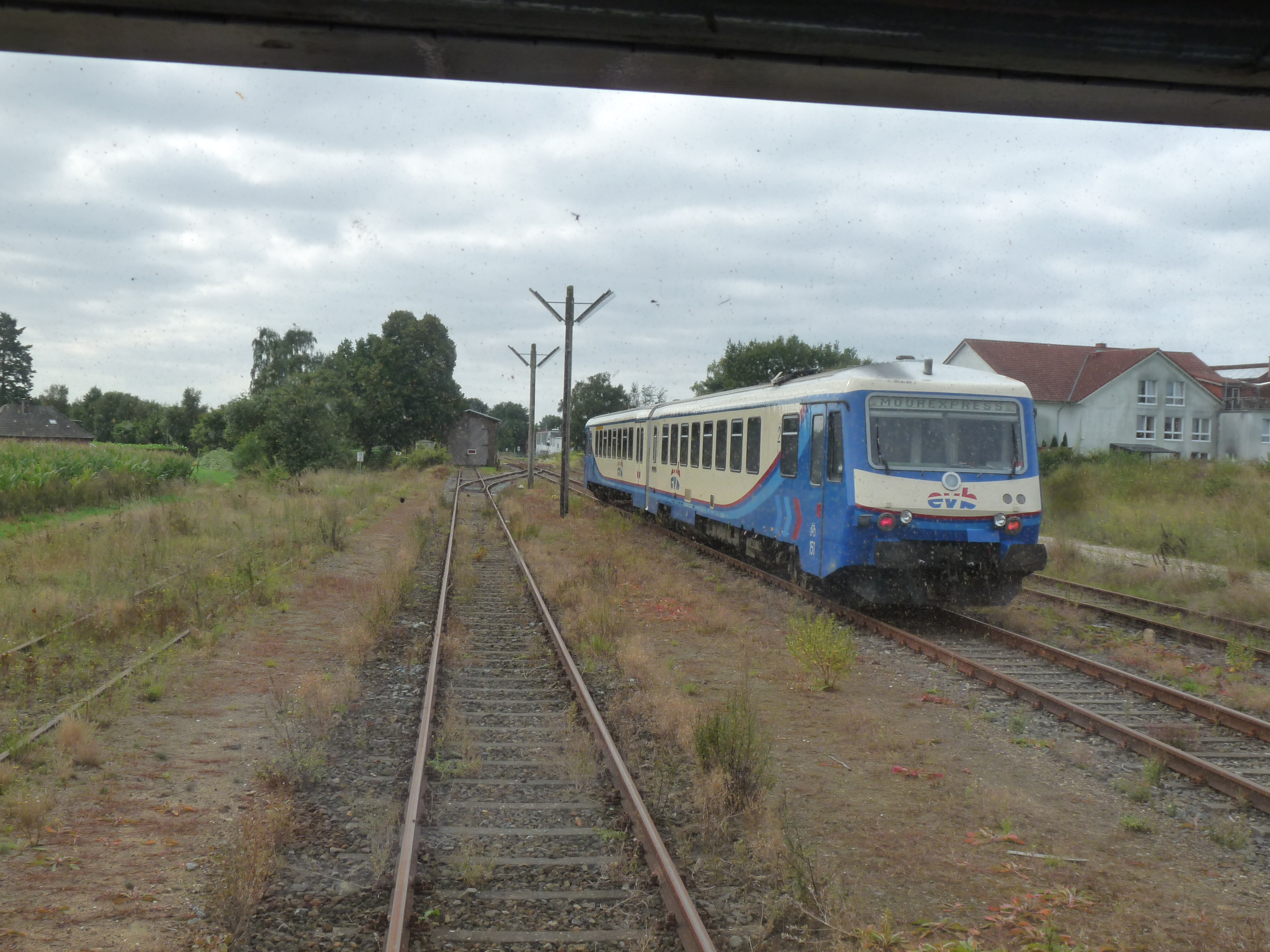
Kreuzung zweier Moorexpress-Züge in Gnarrenburg

Da es sich um einen Museumsbetrieb handelt, sind Fahrkarten der Verkehrsverbünde, durch die die Strecke führt, nicht gültig. Die Freifahrt für Schwerbehinderte ist jedoch gegeben, wobei aufgrund der mangelnden Einstiegsbreite Rollstühle nur gefaltet transportiert werden können. Sonderfahrkarten werden vom Schaffner im Zug verkauft oder können bei Touristik-Agenturen in der Region erworben werden. Auch die Fahrradmitnahme ist möglich. Sie erfolgt je nach Bedarf entweder in den Triebwagen oder in einem in den Triebwagenzug integrierten gedeckten Güterwagen. Von zwei Haltepunkten abgesehen ist zwischen Bremervörde und Worpswede das Verladen von Fahrrädern möglich. Informationen zur Geschichte der Bahn können den Fahrgästen während der Fahrt auch durch eine Audioführung per MP3-Player vermittelt werden.

### Reaktivierung
Die Betreiber und Initiatoren des Moorexpresses möchten durch den eingerichteten Touristik-Verkehr langfristig erreichen, den ÖPNV im Elbe-Weser-Raum zurück auf die Schiene zu holen. Der Landkreis Rotenburg (Wümme) hat die Strecke als Projekt zur Reaktivierung für den ÖPNV in sein Regionales Raumordnungsprogramm aufgenommen.

## Sehenswürdigkeiten
Bekannt wurde die Strecke nicht nur durch die Städte Bremervörde und Osterholz-Scharmbeck, die sie verbindet, sondern auch durch die am Betriebsmittelpunkt gelegene Ortschaft Gnarrenburg, in der die Marienhütte lange Jahre Glas fertigte und in alle Welt verschickte, sowie die Künstlerkolonie Worpswede am Fuße des Weyerbergs. Worpsweder Künstler, insbesondere Heinrich Vogeler, beteiligten sich an der Planung der baulichen Gestaltung und Einrichtung der Bahnhöfe, beispielsweise des Bahnhofs Worpswede.
Im Gnarrenburger Bahnhof gibt es das Gnarrenburger Glasmuseum. Ebenfalls in Gnarrenburg ansässig waren die gemeinnützigen Bremervörde-Osterholzer Eisenbahnfreunde (BOEF e. V.), die dort zwischen 2001 und 2015 den ehemaligen Lokschuppen der BOE betreuten und museal erhielten.